# Demba Ba
Demba Ba (* 25. Mai 1985 in Sèvres) ist ein ehemaliger senegalesisch-französischer Fußballspieler.

## Karriere
Seine Profikarriere begann der Stürmer, der in der Jugend für SM Montrouge gespielt hatte, 2005 beim FC Rouen. Nach einem Jahr wechselte er nach Belgien zu Excelsior Mouscron.
Im August 2007 ging er zur TSG 1899 Hoffenheim, bei der er einen Vertrag bis 2011 unterschrieb. Sein Debüt in der 2. Bundesliga gab er am 3. September 2007 bei der 2:3-Niederlage im Auswärtsspiel beim SC Freiburg. In seinem ersten Spiel in der Bundesliga erzielte er am 16. August 2008 sein erstes Bundesligator gegen Energie Cottbus. In seiner ersten Bundesligasaison bestritt er 33 Bundesligaspiele, erzielte dabei 14 Tore und lieferte sieben Torvorlagen.
Im Juli 2009 stand Ba vor einem Wechsel zum VfB Stuttgart. Aufgrund einer bei der sportmedizinischen Untersuchung entdeckten und noch nicht verheilten Wunde, die von einer früheren Operation am Wadenbein stammte, scheiterte der Transfer jedoch. Im Dezember desselben Jahres verlängerte Ba seinen Vertrag in Hoffenheim bis 2013. Für die Kraichgauer spielte Ba in dreieinhalb Spielzeiten in der Bundesliga und 2. Bundesliga und im DFB-Pokal 106 Mal und erzielte 40 Tore.
Im Januar 2011 verweigerte Ba die Mitfahrt zum Wintertrainingslager der TSG 1899 Hoffenheim nach Spanien. Er wollte in die englische Premier League wechseln, von wo ein Angebot kam. Hoffenheims Manager Ernst Tanner bestritt, sein Einverständnis für einen Wechsel im Winter erklärt zu haben. Wegen des zerstörten Verhältnisses zwischen Ba und Hoffenheim komme es nun notgedrungen auf „ein marktgerechtes Angebot“ für einen Wechsel an. Am 15. Januar 2011 fiel Ba bei der sportmedizinischen Untersuchung bei Stoke City durch, nachdem alle Parteien Einigkeit über einen Wechsel erzielt hatten. Stoke City erklärte daraufhin, dass eine dauerhafte Verpflichtung des Spielers nicht in Frage käme.
Am 28. Januar 2011 wechselte Ba zu West Ham United. Dort unterschrieb er einen Vertrag über dreieinhalb Jahre bis zum 30. Juni 2014. Über die Ablösesumme wurde Stillschweigen vereinbart. Er debütierte am 6. Februar 2011 bei der 0:1-Heimniederlage gegen Birmingham City, als er in der 76. Minute für Robbie Keane eingewechselt wurde. In seinem zweiten Spiel für West Ham United erzielte Ba beim 3:3-Unentschieden gegen West Bromwich Albion seine ersten beiden Tore in der Premier League. Am Ende der Saison stieg West Ham United als Tabellenletzter ab. Daraufhin wechselte Ba zur Saison 2011/12 zu Newcastle United.
Am 6. Spieltag (24. September 2011) der Saison 2011/12 erzielte er im Heimspiel gegen die Blackburn Rovers seinen ersten Hattrick in einem Premier-League-Spiel. In seiner ersten Spielzeit für United erzielte er 16 Saisontore und erreichte mit dem Klub über den fünften Tabellenplatz die Qualifikation zum Europapokal. In der Hinrunde der Saison darauf erzielte er 13 Tore und war damit einer der wenigen Spieler seines Vereins, der am Ende der Hinrunde auf Platz 15 stand, die überzeugen konnten.
Am 4. Januar 2013 unterschrieb Ba einen Dreieinhalbjahresvertrag beim FC Chelsea. In seinem ersten Pflichtspiel am 5. Januar im FA Cup gegen FC Southampton traf er doppelt und verhalf Chelsea damit zum Sieg.
Am 8. April 2014 schoss er im Champions-League-Viertelfinale gegen Paris Saint-Germain nach einer Einwechslung per Abstauber das 2:0 für den FC Chelsea und ermöglichte damit im eigenen Stadion den Einzug ins Halbfinale, nachdem das Hinspiel in Paris mit einer 1:3-Niederlage geendet hatte.
Mitte Juli 2014 gab der türkische Verein Beşiktaş Istanbul auf der Vereinshomepage die Verpflichtung des Senegalesen bekannt. Ba unterschrieb bei den Istanbulern einen Vierjahresvertrag.
Nach nur einem Jahr bei Beşiktaş Istanbul verließ Demba Ba den Verein nach China. Für die Ablöse entrichtete der Erstligist Shanghai Shenhua rund 13 Millionen Euro. Für die Rückrunde der Saison 2016/17 wurde er an Beşiktaş ausgeliehen.
Im Januar 2018 wechselte Ba zu Göztepe Izmir und kehrte nach einem halben Jahr wieder zurück nach Shanghai. In der Wintertransferperiode 2018/19 wurde er vom türkischen Erstligisten Istanbul Başakşehir FK verpflichtet. Nach insgesamt 59 Ligaeinsätzen und 20 Toren wurde der Vertrag mit Başakşehir Ende April 2021 einvernehmlich aufgelöst.
Daraufhin wechselte er im Juni 2021 in die Schweizer Super League zum FC Lugano.
Im September 2021 beendete er seine aktive Karriere.

### International
Da seine Eltern aus dem Senegal stammen, spielte Ba zwischen 2007 und 2015 für die senegalesische Nationalmannschaft. Er nahm am Afrika-Cup 2012 teil, schied jedoch sieglos in der Gruppenphase aus.

## Wissenswertes
- Ba ist ein praktizierender Muslim, der viele seiner Tore mit dem Sudschūd feierte.
- Zusammen mit Eden Hazard gründete er einen amerikanischen Fußballverein mit dem Namen San Diego 1904 FC.[17]

## Erfolge
Mit Beşiktaş Istanbul
- Türkischer Meister: 2016/17
- Viertelfinalist der UEFA Europa League: 2016/17

Mit Istanbul Başakşehir FK
- Türkischer Meister: 2019/20

## Titel
Persönliche Auszeichnungen
- Premier League Player of the Month: Dezember 2011[18]
- Chinese FA Cup Most Valuable Player: 2015
- Chinese FA Cup Torschützenkönig: 2015
- Chinese Super League Team of the Year: 2016